# 朱國翰
朱國翰（？年—？），字長厚，號丹鳴、又号息菴，河南河南府洛阳县人。明朝政治人物。

## 生平
崇祯三年（1630年）庚午科河南乡试第十五名舉人，七年（1634年）联捷甲戌科會試第九十三名，廷試三甲第八十五名進士。都察院观政，本年六月授官山西介休县知县，九年本省同考，十一年調密云县，十四年升兵部车驾司主事，十五年升山西佥事。

## 家族
曾祖朱大江，祖朱天香，父朱孟魁。